# Hans Christian Ægidius
Hans Christian Ægidius (24. marts 1933 i Odense – 27. marts 2008 i København) var en dansk skuespiller. Hans mest kendte arbejde er nok Jul i Gammelby, hvor han både fungerede som instruktør, medforfatter og skuespiller.

## Biografi
Hans Christian Ægidius blev født i Odense og fik i 1951 studentereksamen fra Odense Katedralskole, med ren UG bortset fra tysk hvor han fik UG-[kilde mangler]. Siden studerede han dansk og fransk på universitetet hvor han fik forbindelse med Studenterscenen. Han fik sit gennembrud på Det ny Scala i musicalen Hvordan man får succes i forretning uden at røre en finger og har sidenhen iscenesat klassiske skuespil, farcer, komedier og musicals på bl.a. Skolescenen, Tv-teatret, ABC Teatret, Amager Scenen og Det kongelige Teater. Derudover har han lavet revy over det meste af landet.
Han var gift med skuespilleren Lene Maimu. I mange år led han af Parkinsons sygdom, hvad der har holdt ham borte fra scenen.

## Film
- Mig og dig – 1969
- Mor, jeg har patienter – 1972
- Man sku' være noget ved musikken – 1972
- Farlige kys – 1972
- Mafiaen, det er osse mig – 1974
- Den kyske levemand – 1974
- Da Svante forsvandt – 1975
- Familien Gyldenkål – 1975
- Gangsterens lærling – 1976
- Spøgelsestoget – 1976
- Hærværk – 1977
- Pigen fra havet – 1980
- Danmark er lukket – 1980
- Forræderne – 1983 (Bodil- og Robertprisen for bedste mandlige birolle)
- Ofelia kommer til byen – 1985
- Peter von Scholten – 1987
- 300 mil til himlen – 1989